# Kärntner Straße
Kärtner Straße (Korutanská ulice) je ulice v centru Vídně, spojující Štěpánské náměstí a Karlovo náměstí. Je dlouhá 674 metrů a široká maximálně 17 metrů. 
Název ulice je odvozen od staré obchodní cesty do Korutan a je doložen již roku 1257 v podobě Strata Carinthianorum. Na jihu ulice končila branou Kärntnertor, zbořenou při likvidaci městských hradeb roku 1859. Koncem devatenáctého století se změnila v elegantní velkoměstskou promenádu lemovanou výstavnými budovami jako Thonetův dům nebo palác Esterházyů.. Při bombardování na konci druhé světové války patřila k nejhůře postiženým vídeňským ulicím. Roku 1974 byla v severní části ulice zřízena pěší zóna.
Kärtner Straße je známá díky množství luxusních obchodů jako je J. & L. Lobmeyr nebo Swarovski. Spolu s ulicemi Graben a Kohlmarkt je nazývána „zlaté U“ podle řady klenotnictví, nájmy jsou zde nejvyšší ve městě. Na místě někdejšího divadla Theater am Kärntnertor vznikl Hotel Sacher, proslulým podnikem je také cukrárna Gerstner. V ústí ulice naproti katedrály svatého Štěpána se nachází pamětihodnost Stock im Eisen – kmen smrku, do něhož kolemjdoucí zatloukali pro štěstí hřebíky. Nachází se zde také gotický Maltézský kostel. Na rohu Kärntner Straße a Opernringu byla v roce 1869 postavena budova Vídeňské státní opery. Někdejší Fleischhof, známý jako bydliště Ludwiga ven Beethovena a sídlo kabaretu Fledermaus, byl po druhé světové válce přestavěn na kancelářskou budovu. V roce 2011 byl otevřen moderní obchodní dům Weltstadthaus, který projektoval David Chipperfield.